# 1404
Năm 1404 là một năm trong lịch Julius.